# Taxila

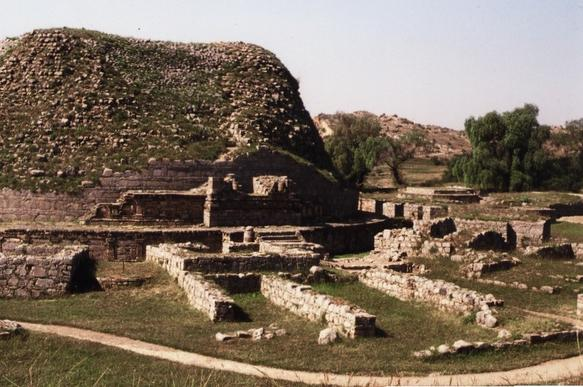

 Taxila, Takshashîlâ (तक्षशिला), forntida stad, grundad omkr. 600 f.Kr., några mil från nuvarande Rawalpindi i Pakistan, och huvudstad i Gandhara, ett rike som sedermera (200 f.Kr.) erövrades av Baktrien. De grundade staden Sirkap
bredvid Taxila på motsatta sidan floden.
1980 upptogs Taxila på Unescos världsarvslista.